# Auto Escape Biludlejning
Auto Escape Biludlejning i Danmark blev etableret i 2009. Auto Escape i Danmark er et datterselskab af det franske børsnoterede selskab Auto Escape. 
Auto Escape blev etableret i Frankrig i 1999 af CEO Bruno Couly og er nu en af de førende formidlere af biludlejning i Europa. Firmaet er beliggende i Pertuis i Sydfrankrig nær byen Marseilles. Auto Escape i Danmark er beliggende i Brabrand ved Århus.
Firmaet ejer ikke egne biler men benytter de etablerede biludlejningsselskabers udlejningsbiler. 

## Ekstern henvisning
- Auto Escpe biludlejning Arkiveret 7. oktober 2017 hos  Wayback Machine